# センガセンガナ

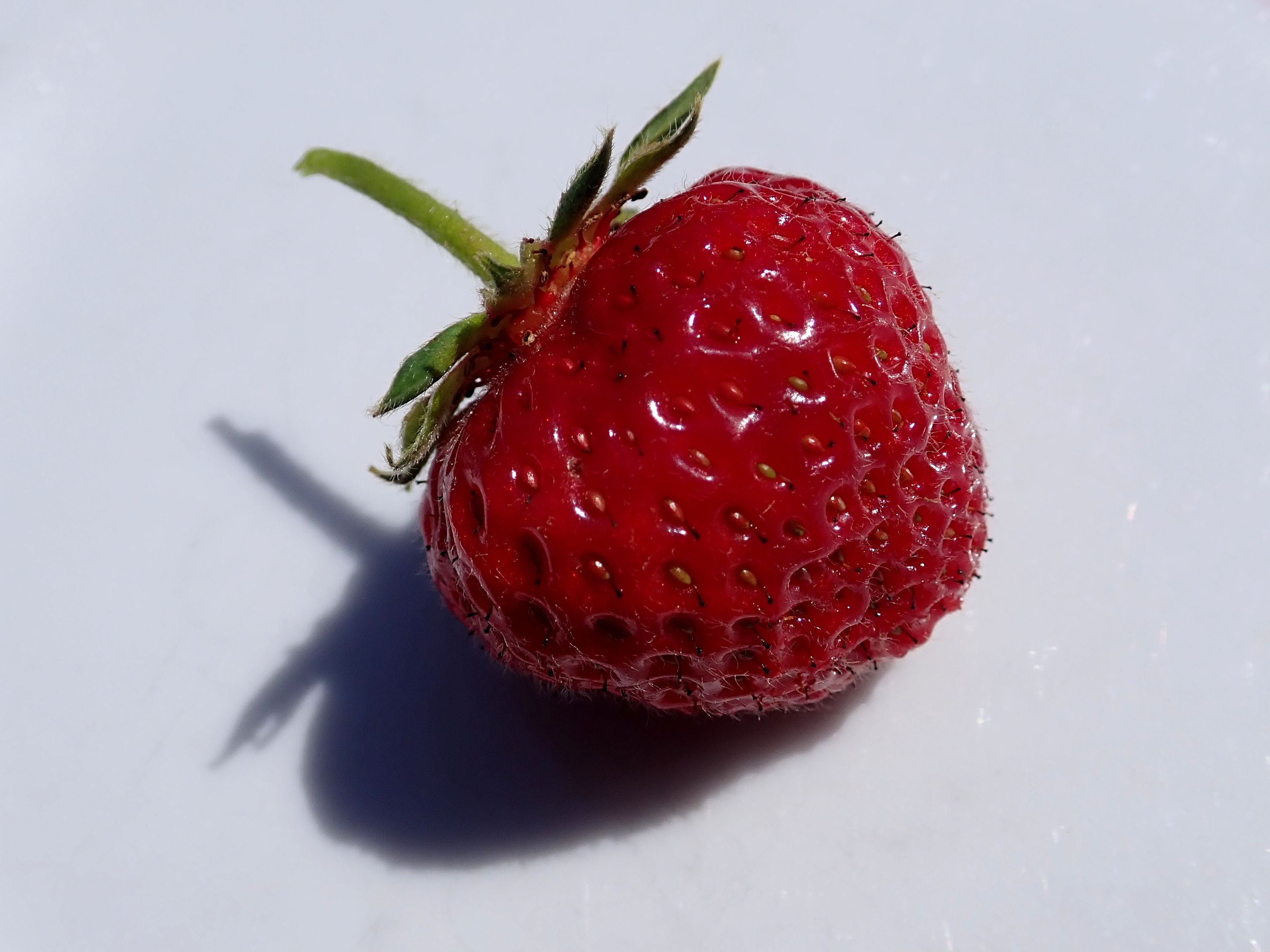
センガセンガナ

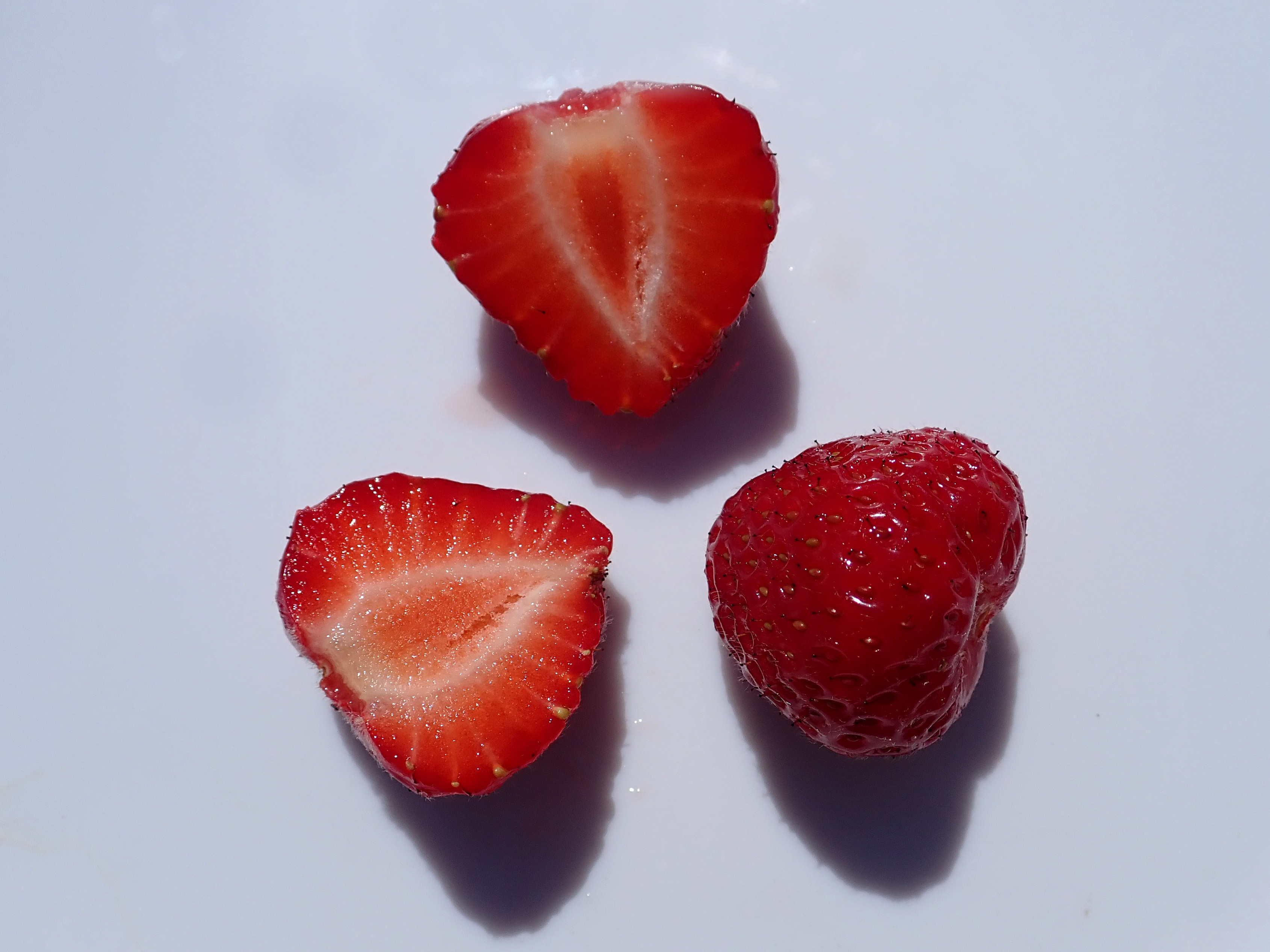
センガセンガナの断面

センガセンガナ（独: Senga Sengana）はイチゴの品種。
ラインホルト・フォン・センブッシュによって「Markee」と「シーゲル（Sieger）」というイチゴ品種を掛け合わせて育成された品種である。
1952年頃から市場に出回っている。
急速冷凍に適した最初のイチゴ品種であり、1960年代から1970年代にはもっとも栽培された品種の1つであった。現在は家庭菜園での栽培が多い。

## 特徴
葉は濃い緑色で、比較的に早熟である。果実は腐敗に非常に弱いが、それ以外はかなり丈夫な品種である。
果実は中くらいの大きさの円錐形。ヘタがしっかり付いているため、摘み取りに適している。
鮮やかな色合いの外観と強い香り、酸味があり、果肉も真っ赤なことが特徴である。